# 内田伽羅
内田 伽羅（うちだ きゃら、1999年9月16日 - ）は、日本の俳優。東京都出身。父は本木雅弘、母は内田也哉子、祖父は内田裕也、祖母は樹木希林。2015年時点でイギリスに留学中で、学業を中心としている。2024年時点ではフランスの大学院に在学中である。

## 経歴
幼少期からインターナショナルスクールに通学していた。2010年、映画『FURUSATO -宇宙からみた世界遺産-』でデビュー。広島に暮らす少女の役を演じた。渡邊琢磨のアルバム『冷たい夢、明るい休息』のジャケットに映っていた伽羅に、監督の日下宏美が注目したことが出演のきっかけとなった。ただし映画自体への出演は、母とともに出演したドキュメンタリー映画『eatrip』が最初である。
2011年には是枝裕和監督の映画『奇跡』に出演し、高崎映画祭最優秀新人女優賞を受賞した。オーディションへの出場を勧めたのはこの映画で共演を果たした祖母の樹木であり、両親はむしろ俳優としての活動は時期尚早と考えていたという。その後、小学校卒業をもって渡英し、ロンドン郊外の女子校で寮生活を送りながら学業に努めている。
2015年、映画『あん』で樹木と2度目の共演を果たす。ただし前回の共演では直接演技で絡むシーンはなかったので、事実上の初共演である。オーディションは樹木が薦め、両親からは「豊かな人生経験になるといいね」と送り出された。イギリスと日本を往復しながら撮影に臨み、撮影現場では樹木と距離感を取って臨んだという。同年4月6日にニッショーホールで開かれた完成披露試写会では樹木とともに登壇した。試写会で伽羅は本木から「頑張ったね」と言われたことを明かしたのに対し、樹木は「1番頑張ったシーンが丸々カットだったけどね」と応じた。

## 出演作品

### 映画
- eatrip（2009年）[6][7]
- FURUSATO -宇宙からみた世界遺産-（2010年） - 広島に暮らす少女役[6][7]
- 奇跡（2011年） - 恵美役[10]
- あん（2015年） - ワカナ役[1][2]

## 受賞歴
- 第26回高崎映画祭最優秀新人女優賞[2]（2012年）